# بروتوكول الحزمة البدائية (جذعي)

مثال لشبكة SIP

بروتوكول الحزمة البدائية أو بروتوكول بدء جلسة هو تقنية الصوت عبر بروتوكول الإنترنت الصوت عبر الإنترنت وتدفق خدمة وسائل الإعلام استنادا إلى بروتوكول بدء جلسة التي من خلالها مقدمي خدمة المهاتفة عبر الإنترنت تقديم خدمات الهاتف الاتصالات الموحدة للعملاء المُزَوَدين ب(بروتوكول بدء جلسة) القائم على تبادل فرع خاص (ITSPs) وتسهيلات الاتصالات الموحدة. معظم تطبيقات الاتصالات الموحدة توفر الصوت والفيديو وغيرها من تطبيقات الوسائط المتدفقة مثل تقاسم سطح المكتب، وعقد المؤتمرات على شبكة الإنترنت، والسبورة المشتركة.

## المجالات
توفر معمارية بروتوكول بدء جلسة الجذعي تقسيم شبكة الاتصالات الموحدة إلى مجالين مختلفين من الخبرات:
- المجال الخاص: يشير إلى جزء من الشبكة المتصلة ب (PBX) أو خادم اتصالات موحد.
- المجال العام: يشير إلى جزء من الشبكة التي تتيح الوصول إلى شبكة هاتف عامة (PSTN) أو الشبكة المتنقلة البرية العامة (PLMN).

الترابط بين المجالين يجب أن يحدث من خلال بروتوكول بدء جلسة. الربط الداخلي بين المجالين، التي تم إنشائها بواسطة النقل عبر بروتوكول إنترنت (IP)، يتضمن وضع قواعد ولوائح محددة، فضلا عن القدرة على التعامل مع بعض الخدمات والبروتوكولات التي تقع تحت اسم سيب ترنكينج.
إن ITSP مسؤول عن السلطة التنظيمية المعمول بها فيما يتعلق بجميع الالتزامات القانون الآتي من المجال العام:
- تتبع حركة المرور للبيانات.
- تحديد هوية المستخدمين.
- تنفيذ آليات الاعتراض القانونية.

المجال الخاص بدلا من ذلك، بحكم طبيعتها، لا تخضع لقيود معينة من القانون، وإما أن يكون من مسؤولية ITSP، المستخدم النهائي (المؤسسة)، أو من طرف ثالث الذي يقدم الخدمات الصوتية للشركة.

## المعمارية
كل نطاق يحتوي على العناصر التي تؤدي السمات المميزة المطلوبة من هذا النطاق، ولا سيما النتيجة (كجزء من أي شبكة الواجهة – الخلفية للعميل) تنقسم منطقيا إلى مستويين:
- التحكم في الوصول.
- عناصر حدود الشبكة،[6][7][8] تفصل المجال العام عن المجال الخاص، وتنفذ جميع سياسات (ITSP) المناسبة لأمن الهاتف.

يتكون المجال الخاص من ثلاثة مستويات:
- العناصر الحدودية للشركات التي تفصل المجال العام عن المجال الخاص، وتنفذ سياسات أمن الشركة المناسبة.
- نقطة تبديل الشركات المركزية.
- IP-PBXs.